# 滦南县
滦南县在中国河北省东部、南部滨临渤海，是唐山市所辖的一个县。區人民政府駐崇法大街6號。
灤南縣，因位於灤縣南部，故名灤南縣。商，縣地屬孤竹國。唐開元二十八年（740年），析盧龍置馬城縣。1983年，唐山地區撤銷，實行市管縣體制，灤南縣歸唐山市。
评剧前身“莲花落子”的创始人成兆才是滦南人。民国初年的“杨三姐告状”也发生在滦南县。

## 行政区划
滦南县下辖1个街道办事处、16个镇：
友谊路街道、倴城镇、宋道口镇、长凝镇、胡各庄镇、坨里镇、姚王庄镇、司各庄镇、安各庄镇、扒齿港镇、程庄镇、青坨营镇、柏各庄镇、南堡镇、方各庄镇、东黄坨镇和马城镇。

## 人口
2020年末，根據第七次全国人口普查顯示：灤南縣常住人口505288人，比上年減少3284人，其中，城鎮人口237663，城鎮化率48.23%。